# Соф'ян Фегулі
Соф'я́н Фегулі́ (фр. Sofiane Feghouli, араб. سفيان فيغولي; нар. 26 грудня 1989, Леваллуа-Перре, Франція) — алжирський футболіст французького походження, півзахисник турецького клубу «Фатіх Карагюмрюк» і національної збірної Алжиру.
У складі збірної — володар Кубка африканських націй 2019 року.

## Клубна кар'єра
Вихованець футбольної школи клубу «Гренобль». Дорослу футбольну кар'єру розпочав 2007 року в основній команді того ж клубу, в якій провів три сезони, взявши участь у 62 матчах чемпіонату.  Більшість часу, проведеного у складі «Гренобля», був основним гравцем команди.
Своєю грою за цю команду привернув увагу представників тренерського штабу клубу «Валенсія», до складу якого приєднався 2010 року, де відіграв за наступний сезон своєї ігрової кар'єри.
2011 року захищав кольори команди клубу «Альмерія», де виступав на правах оренди.
Того року повернувся до «Валенсії», де виступав до 2016 року. Перед сезоном 2016–2017 перейшов до англійського «Вест Гем Юнайтед», за який відіграв один рік.
2017 року перебрався до Туреччини, ставши гравцем [Галатасарай (футбольний клуб)|«Галатасарая»]].

## Виступи за збірні
2006 року дебютував у складі юнацької збірної Франції, взяв участь у 2 іграх на юнацькому рівні.
Протягом 2008–2010 років  залучався до складу молодіжної збірної Франції. На молодіжному рівні зіграв у 3 офіційних матчах.
Навесні 2011 року народжений у Франції гравець дав принципову згоду захищати на рівні національних збірних кольори своєї історичної батьківщини, Алжиру. Восени того ж року було отримано відповідний офіційний дозвіл від ФІФА і Фегулі отримав свій перший виклик до лав національної збірної Алжиру.
У складі збірної був учасником Кубка африканських націй 2013 року у ПАР, де взяв участь у всіх трьох іграх групового етапу і забив один гол. Наступного року допоміг своїй збірній вийти до стадії плей-оф на чемпіонаті світу у Бразилії (4 гри, один гол). Ще за рік, на Кубку африканських націй 2015 в Екваторіальній Гвінеї, знову був основним гравцем середини поля алжирців.
2019 року поїхав на свій третій Кубок африканських націй, на якому також був здебільшого гравцем основного складу, а його команда завоювала другий в її історії титул чемпіона Африки.
| Дата       | Місто         | Господарі           | Результат               | Гості                | Турнір                                      | Голи | Примітки     |
| ---------- | ------------- | ------------------- | ----------------------- | -------------------- | ------------------------------------------- | ---- | ------------ |
| 29-2-2012  | Бакау         | Гамбія              | 1 – 2                   | Алжир                | Відбір до Кубка африканських націй 2013     | 1    |              |
| 26-5-2012  | Бліда         | Алжир               | 3 – 0                   | Нігер                | товариський матч                            | -    | 46'          |
| 2-6-2012   | Бліда         | Алжир               | 4 – 0                   | Руанда               | Відбір до ЧС 2014                           | 1    | 78'          |
| 10-6-2012  | Уагадугу      | Малі                | 2 – 1                   | Алжир                | Відбір до ЧС 2014                           | -    | 88'          |
| 15-6-2012  | Бліда         | Алжир               | 4 – 1                   | Гамбія               | Відбір до Кубка африканських націй 2013     | -    | 78'          |
| 9-9-2012   | Касабланка    | Лівія               | 0 – 1                   | Алжир                | Відбір до Кубка африканських націй 2013     | -    |              |
| 14-10-2012 | Бліда         | Алжир               | 2 – 0                   | Лівія                | Відбір до Кубка африканських націй 2013     | -    |              |
| 14-11-2012 | Алжир (місто) | Алжир               | 0 – 1                   | Боснія і Герцеговина | товариський матч                            | -    | 46'          |
| 12-1-2013  | Йоганнесбург  | ПАР                 | 0 – 0                   | Алжир                | товариський матч                            | -    | 81'          |
| 22-1-2013  | Рустенбург    | Туніс               | 1 – 0                   | Алжир                | Кубок африканських націй 2013 - 1-й етап    | -    |              |
| 26-1-2013  | Рустенбург    | Алжир               | 0 – 2                   | Того                 | Кубок африканських націй 2013 - 1-й етап    | -    |              |
| 30-1-2013  | Рустенбург    | Алжир               | 2 – 2                   | Кот-д'Івуар          | Кубок африканських націй 2013 - 1-й етап    | 1    | 62'          |
| 26-3-2013  | Бліда         | Алжир               | 3 – 1                   | Бенін                | Відбір до ЧС 2014                           | 1    |              |
| 9-6-2013   | Порто-Ново    | Бенін               | 1 – 3                   | Алжир                | Відбір до ЧС 2014                           | -    | 86'          |
| 16-6-2013  | Кігалі        | Руанда              | 0 – 1                   | Алжир                | Відбір до ЧС 2014                           | -    | 64' 85'      |
| 12-10-2013 | Уагадугу      | Буркіна-Фасо        | 3 – 2                   | Алжир                | Відбір до ЧС 2014                           | 1    | 90+2'        |
| 19-11-2013 | Бліда         | Алжир               | 1 – 0                   | Буркіна-Фасо         | Відбір до ЧС 2014                           | -    | 90+2'        |
| 31-5-2014  | Сьйон         | Алжир               | 3 – 1                   | Вірменія             | товариський матч                            | -    | 71'          |
| 4-6-2014   | Лансі         | Алжир               | 2 – 1                   | Румунія              | товариський матч                            | -    | 84'          |
| 17-6-2014  | Белу-Оризонті | Бельгія             | 2 – 1                   | Алжир                | ЧС 2014 - 1-й етап                          | 1    |              |
| 22-6-2014  | Порту-Алегрі  | Південна Корея      | 2 – 4                   | Алжир                | ЧС 2014 - 1-й етап                          | -    |              |
| 26-6-2014  | Куритиба      | Алжир               | 1 – 1                   | Росія                | ЧС 2014 - 1-й етап                          | -    |              |
| 30-6-2014  | Порту-Алегрі  | Німеччина           | 2 – 1                   | Алжир                | ЧС 2014 - 1/8 фіналу                        | -    |              |
| 6-9-2014   | Аддис-Абеба   | Ефіопія             | 1 – 2                   | Алжир                | Відбір до Кубка африканських націй 2015     | -    |              |
| 10-9-2014  | Бліда         | Алжир               | 1 – 0                   | Малі                 | Відбір до Кубка африканських націй 2015     | -    |              |
| 11-10-2014 | Блантайр      | Малаві              | 0 – 2                   | Алжир                | Відбір до Кубка африканських націй 2015     | -    |              |
| 15-10-2014 | Бліда         | Алжир               | 3 – 0                   | Малаві               | Відбір до Кубка африканських націй 2015     | -    |              |
| 15-11-2014 | Бліда         | Алжир               | 3 – 1                   | Ефіопія              | Відбір до Кубка африканських націй 2015     | 1    |              |
| 19-11-2014 | Бамако        | Малі                | 2 – 0                   | Алжир                | Відбір до Кубка африканських націй 2015     | -    |              |
| 11-1-2015  | Радес         | Туніс               | 1 – 1                   | Алжир                | товариський матч                            | -    | 66'          |
| 19-1-2015  | Монгомо       | Алжир               | 3 – 1                   | ПАР                  | Кубок африканських націй 2015 - 1-й етап    | -    |              |
| 23-1-2015  | Монгомо       | Гана                | 1 – 0                   | Алжир                | Кубок африканських націй 2015 - 1-й етап    | -    |              |
| 27-1-2015  | Малабо        | Сенегал             | 0 – 2                   | Алжир                | Кубок африканських націй 2015 - 1-й етап    | -    |              |
| 1-2-2015   | Малабо        | Кот-д'Івуар         | 3 – 1                   | Алжир                | Кубок африканських націй 2015 - чвертьфінал | -    |              |
| 30-3-2015  | Доха          | Оман                | 1 – 4                   | Алжир                | товариський матч                            | 2    | 83'          |
| 9-10-2015  | Алжир (місто) | Алжир               | 1 – 2                   | Гвінея               | товариський матч                            | -    | кап.         |
| 13-10-2015 | Алжир (місто) | Алжир               | 1 – 0                   | Сенегал              | товариський матч                            | -    | кап. 70'     |
| 25-3-2016  | Бліда         | Алжир               | 7 – 1                   | Ефіопія              | Відбір до Кубка африканських націй 2017     | 2    | 66'          |
| 29-3-2016  | Аддис-Абеба   | Ефіопія             | 3 – 3                   | Алжир                | Відбір до Кубка африканських націй 2017     | -    | 76'          |
| 2-6-2016   | Вікторія      | Сейшельські Острови | 0 – 2                   | Алжир                | Відбір до Кубка африканських націй 2017     | -    | 72'          |
| 9-10-2016  | Бліда         | Алжир               | 1 – 1                   | Камерун              | Відбір до ЧС 2018                           | -    | 88'          |
| 12-11-2016 | Уйо           | Нігерія             | 3 – 1                   | Алжир                | Відбір до ЧС 2018                           | -    | 80'          |
| 6-6-2017   | Бліда         | Алжир               | 2 – 1                   | Гвінея               | товариський матч                            | -    | 72'          |
| 11-6-2017  | Бліда         | Алжир               | 1 – 0                   | Того                 | Відбір до Кубка африканських націй 2019     | -    | 46' 50', 80' |
| 7-10-2017  | Яунде         | Камерун             | 2 – 0                   | Алжир                | Відбір до ЧС 2018                           | -    | 75'          |
| 8-9-2018   | Бакау         | Гамбія              | 1 – 1                   | Алжир                | Відбір до Кубка африканських націй 2019     | -    | 71'          |
| 12-10-2018 | Бліда         | Алжир               | 2 – 0                   | Бенін                | Відбір до Кубка африканських націй 2019     | -    | 74'          |
| 16-10-2018 | Котону        | Бенін               | 1 – 0                   | Алжир                | Відбір до Кубка африканських націй 2019     | -    | кап.         |
| 16-11-2018 | Ломе          | Того                | 1 – 4                   | Алжир                | Відбір до Кубка африканських націй 2019     | -    |              |
| 22-3-2019  | Бліда         | Алжир               | 1 – 0                   | Туніс                | товариський матч                            | -    | 90+5'        |
| 11-6-2019  | Доха          | Алжир               | 1 – 1                   | Бурунді              | товариський матч                            | -    |              |
| 16-6-2019  | Доха          | Алжир               | 3 – 2                   | Малі                 | товариський матч                            | -    |              |
| 23-6-2019  | Каїр          | Алжир               | 2 – 0                   | Кенія                | Кубок африканських націй 2019 - 1-й етап    | -    |              |
| 27-6-2019  | Каїр          | Сенегал             | 0 – 1                   | Алжир                | Кубок африканських націй 2019 - 1-й етап    | -    |              |
| 7-7-2019   | Каїр          | Алжир               | 3 – 0                   | Гвінея               | Кубок африканських націй 2019 - 1/8 фіналу  | -    |              |
| 11-7-2019  | Суец          | Кот-д'Івуар         | 1 – 1 д.ч. (3 – 4 п.п.) | Алжир                | Кубок африканських націй 2019 - чвертьфінал | -    | 120+2'       |
| 14-7-2019  | Каїр          | Алжир               | 2 – 1                   | Нігерія              | Кубок африканських націй 2019 - півфінал    | -    | 68'          |
| 19-7-2019  | Каїр          | Сенегал             | 0 – 1                   | Алжир                | Кубок африканських націй 2019 - фінал       | -    | 85'          |
| 9-9-2019   | Алжир         | Алжир               | 1 – 0                   | Бенін                | товариський матч                            | -    |              |
| 15-10-2019 | Вільнев-д'Аск | Алжир               | 3 – 0                   | Колумбія             | товариський матч                            | -    |              |
| 14-11-2019 | Бліда         | Алжир               | 5 – 0                   | Замбія               | Відбір до Кубка африканських націй 2021     | -    | 71'          |
| 18-11-2019 | Габороне      | Ботсвана            | 0 – 1                   | Алжир                | Відбір до Кубка африканських націй 2021     | -    |              |
| Усього     |               | Матчів              | 62                      |                      | Голів                                       | 11   |              |

## Титули і досягнення
- Володар Кубка африканських націй (1):

 Алжир: 2019
- Чемпіон Туреччини (2):

«Галатасарай»: 2017–18, 2018–19
- Володар Кубка Туреччини (1):

«Галатасарай»: 2018–19
- Володар Суперкубка Туреччини (1):

«Галатасарай»: 2019